# Берёзовая Гать (Черниговская область)
Берёзовая Гать (укр. Березова Гать) — село в Новгород-Северском районе Черниговской области Украины. Население — 187 человек. Занимает площадь 0,97 км².
Почтовый индекс: 16071. Телефонный код: +380 4658.

## Власть
Орган местного самоуправления — Берёзовогатский сельский совет. Почтовый адрес: 16071, Черниговская обл., Новгород-Северский р-н, с. Берёзовая Гать, ул. Полевая, 1.